# Vladimir Guerrero
Vladimir Guerrero Alvino (* 9. února 1975 Don Gregorio) je bývalý dominikánský baseballista. Nejčastěji hrál na pozici suplujícího pálkaře (designated hitter) a proslul mimořádně silnými odpaly, při kterých se obešel bez pálkařských rukavic. Byl znám pod přezdívkou Vlad the Impaler (Vlad Napichovač).
Pochází z devíti dětí, v Major League Baseball působil i jeho starší bratr Wilton Guerrero. Syn Vladimir Guerrero Jr. hraje od roku 2019 za Toronto Blue Jays, spolu s Cecilem a Princem Fielderovými jsou jedinou dvojicí otce a syna, kteří uhráli v MLB přes čtyřicet homerunů za sezónu. 
V roce 1993 podepsal profesionální smlouvu s klubem Montreal Expos. Začínal v nižší soutěži Minor League Baseball, první zápas v MLB odehrál za Expos 19. září 1996. Roku 2003 přestoupil do týmu Los Angeles Angels. V roce 2004 byl vyhlášen nejužitečnějším hráčem Americké ligy. S Angels pětkrát vyhrál divizi American League West (2004, 2005, 2007, 2008 a 2009). Krátce hrál také za Baltimore Orioles a Texas Rangers. 
Za šestnáct sezón odehrál v MLB 2 147 zápasů, jeho pálkařský průměr .318 je nejvyšší z hráčů působících ve 21. století. Ve své kariéře zaznamenal celkem 2 590 odpalů, 449 homerunů a 181 ukradených met. Devětkrát byl vybrán pro Major League Baseball All-Star Game a osmkrát získal cenu pro ofenzivního hráče ligy Silver Slugger Award. 
Po odchodu z MLB hrál v Dominikánské republice za Tigres del Licey a Estrellas Orientales. Byl také nominován do reprezentace Dominikánské republiky na World Baseball Classic, avšak kvůli smutku v rodině účast odřekl. V roce 2014 oznámil ukončení kariéry.
V roce 2018 byl uveden do National Baseball Hall of Fame and Museum. Byl také zařazen do výběru Latino Legends Team.